# Doktor Who – seria 24 (1987)
Dwudziesty czwarty sezon wersji klasycznej brytyjskiego serialu science-fiction pt. Doktor Who rozpoczął się 7 września 1987, premierą historii Time and the Rani, a zakończył się 7 grudnia 1987 historią Dragonfire.

## Obsada
W pierwszym historii tego sezonu pt. Time and the Rani główna postać, Doktor przechodzi proces tzw. regeneracji, w której zamienia on wygląd zewnętrzny i charakter. W procesie tym zazwyczaj zmienia się aktor, dlatego w tym odcinku, jak i w całym sezonie rolę (siódmego) Doktora odgrywa Sylvester McCoy. Colin Baker, aktor grający poprzednią, szóstą inkarnację Doktora nie zgodził się na powrót do serialu na scenę, w której miałaby miejsce regeneracja. Ówczesny producent serialu, John Nathan-Turner postanowił więc by przed scenę regeneracyjną zagrał przebrany za szóstego Doktora Sylvester McCoy, na co on się zgodził.
Przez cały sezon Doktorowi towarzyszy postać grana przez Bonnie Langford, Mel Bush. Langford w pewnym momencie zasugerowała producentowi, Johnowi Nathan-Turnerowi o tym, że zamierza odejść z serialu, dlatego wraz z członkiem ekipy produkcyjnej Andrew Cartmelem stworzył on zarys potencjalnie nowej towarzyszki imieniem „Alf”, która miała być niezależną nastolatką ze współczesnego Londynu. Z czasem scenarzysta historii Dragonfire, Ian Briggs dostosował scenariusz ostatniego odcinka do nowej towarzyszki, której zamienił imię na „Ace”. W pierwszym przesłuchaniu do roli Ace zostały wyłonione dwie potencjalne aktorki, Sophie Aldred i Cassie Stuart, natomiast w czerwcu 1987 zdecydowano w końcu, że rolę Ace otrzyma Sophie Aldred. Ostatecznie historia Dragonfire stała się ostatnią z udziałem Mel, a pierwszą, w którym występuje Ace.
Kate O’Mara, grająca rolę Rani w historii The Mark of the Rani z 1985 roku powróciła do swojej roli w odcinku Time and the Rani.
Tony Selby odgrywający rolę Sabaloma Glitza w historiach The Mysterious Planet i The Ultimate Foe z 1986 powraca do swojej roli w historii Dragonfire.

## Odcinki
| N/o | Tytuł                   | Reżyseria        | Scenariusz       | Odcinki   | Emisja                                                                             | Kod |
| --- | ----------------------- | ---------------- | ---------------- | --------- | ---------------------------------------------------------------------------------- | --- |
| 144 | Time and the Rani       | Andrew Morgan    | Pip i Jane Baker | 4 odcinki | 7 września 1987 14 września 1987 21 września 1987 28 września 1987                 | 7D  |
| Świeżo po regeneracji, nieprzytomny Doktor zostaje zabrany przez swoją dawną przeciwniczkę, a zarazem jedną z Władczyń Czasu, Rani, do naprawy jej urządzenia, który pomógłby jej w kontrolowaniu czasu. Doktor z urazem poregeneracyjnym zgadza się pomóc. Tymczasem odseparowana od Doktora Mel próbuje dostać się do Doktora wykorzystując przy tym zniewolonych przez Rani Lakertianów. |                         |                  |                  |           |                                                                                    |     |
| 145 | Paradise Towers         | Nicholas Mallett | Stephen Wyatt    | 4 odcinki | 5 października 1987 12 października 1987 19 października 1987 26 października 1987 | 7E  |
| Doktor zabiera Mel do kompleksu apartamentów o nazwie Paradise Towers (pol. Rajskie wieże) z XXII wieku, gdzie mieli oni odpocząć i zrelaksować się. Okazuje się jednak, że rzeczywistość im na to nie pozwoliła, ponieważ, kiedy przybywają oni na miejsce, to są świadkami krwawego konfliktu, w którym poza ludźmi zaangażowały się również roboty. |                         |                  |                  |           |                                                                                    |     |
| 146 | Delta and the Bannermen | Chris Clough     | Malcolm Kohll    | 3 odcinki | 2 listopada 1987 9 listopada 1987 16 listopada 1987                                | 7F  |
| Na planecie Chumeria toczy się zażarta bitwa pomiędzy rasą Chumerów, a gangiem nazwanej Bannermenami. Choć Chumerowie zostają pokonani, to dwójka przedstawicieli tej rasy ratuje się wsiadając na statek należący do Bannermenów. Wkrótce Bannermenowie dowiadują się o istnieniu jednego z Chumerów i zabijają go. W ten sposób uratowała się już tylko jedna chumerka, Delta. Tymczasem TARDIS ląduje na kosmicznym porcie, G715, gdzie zupełnie przypadkiem Doktor i Mel wygrywają lot na Ziemię w 1959 roku. Okazuje się, że tym samym rejsem co Doktor i Mel, leci również uciekająca przed Bannermenami Delta. Wkrótce Bannermeni odkrywają, że Delta ucieka na Ziemię, dlatego zabijają kapitana lotu i chcą także ją zabić, do czego nie chce doprowadzić Doktor. |                         |                  |                  |           |                                                                                    |     |
| 147 | Dragonfire              | Chris Clough     | Ian Briggs       | 3 odcinki | 23 listopada 1987 30 listopada 1987 7 grudnia 1987                                 | 7G  |
| Doktor i Mel trafiają na planetę Svartos, znaną w swojej galaktyce jako ośrodek handlu. Spotykają tam dawnego znajomego, Sabaloma Glitza, któremu przez różne problemy grozi konfiskacja jego statku. Sabalom, dzięki mapie, która rzekomo ma kierować na cenny skarb wyrusza wraz z Doktorem na podróż by znaleźć dany skarb. Wkrótce Mel i nowo poznana przez nią Ace wyruszają za Sabalomem i Doktorem, którzy się przypadkowo rozdzielili. Dodatkowo okazuje się, że wyprawa Sabaloma i Doktora jest z góry zaplanowana przez Kane'go, władcy planety Svartos. |                         |                  |                  |           |                                                                                    |     |

## Wersja DVD
| Nazwa | Ilość i czas odcinków | Data premiery    | Data premiery    | Data premiery   |
| Nazwa | Ilość i czas odcinków | Region 2         | Region 4         | Region 1        |
| --- | --------------------- | ---------------- | ---------------- | --------------- |
| Time and the Rani | 4 × 25 min.           | 13 września 2010 | 4 listopada 2010 | 14 czerwca 2011 |
| Paradise Towers | 4 × 25 min.           | 18 lipca 2011    | 1 września 2011  | 9 sierpnia 2011 |
| Delta and the Bannermen | 3 × 25 min.           | 22 czerwca 2009  | 6 sierpnia 2009  | 1 września 2009 |
| Ace Adventures (Zestaw DVD zawierający historię z tego sezonu, Dragonfire, wydaną wraz z historią z sezonu 25. pt. The Happiness Patrol) | 6 × 25 min.           | 7 maja 2012      | 7 lipca 2012     | 8 maja 2012     |

## Beletryzacje
Wszystkie odtworzenia odcinków na opowiadania z tej serii wydało wydawnictwo Target Books.
| Nazwa                   | Autor            | Premiera         | Źródło |
| ----------------------- | ---------------- | ---------------- | ------ |
| Time and the Rani       | Pip i Jane Baker | 5 maja 1988      | [ 26 ] |
| Paradise Towers         | Stephen Wyatt    | 1 grudnia 1988   | [ 27 ] |
| Delta and the Bannermen | Malcolm Kohll    | 19 stycznia 1989 | [ 28 ] |
| Dragonfire              | Ian Briggs       | 16 marca 1989    | [ 29 ] |